# Sybra singaporensis
Sybra singaporensis là một loài bọ cánh cứng trong họ Cerambycidae.